# Karel Dujardin

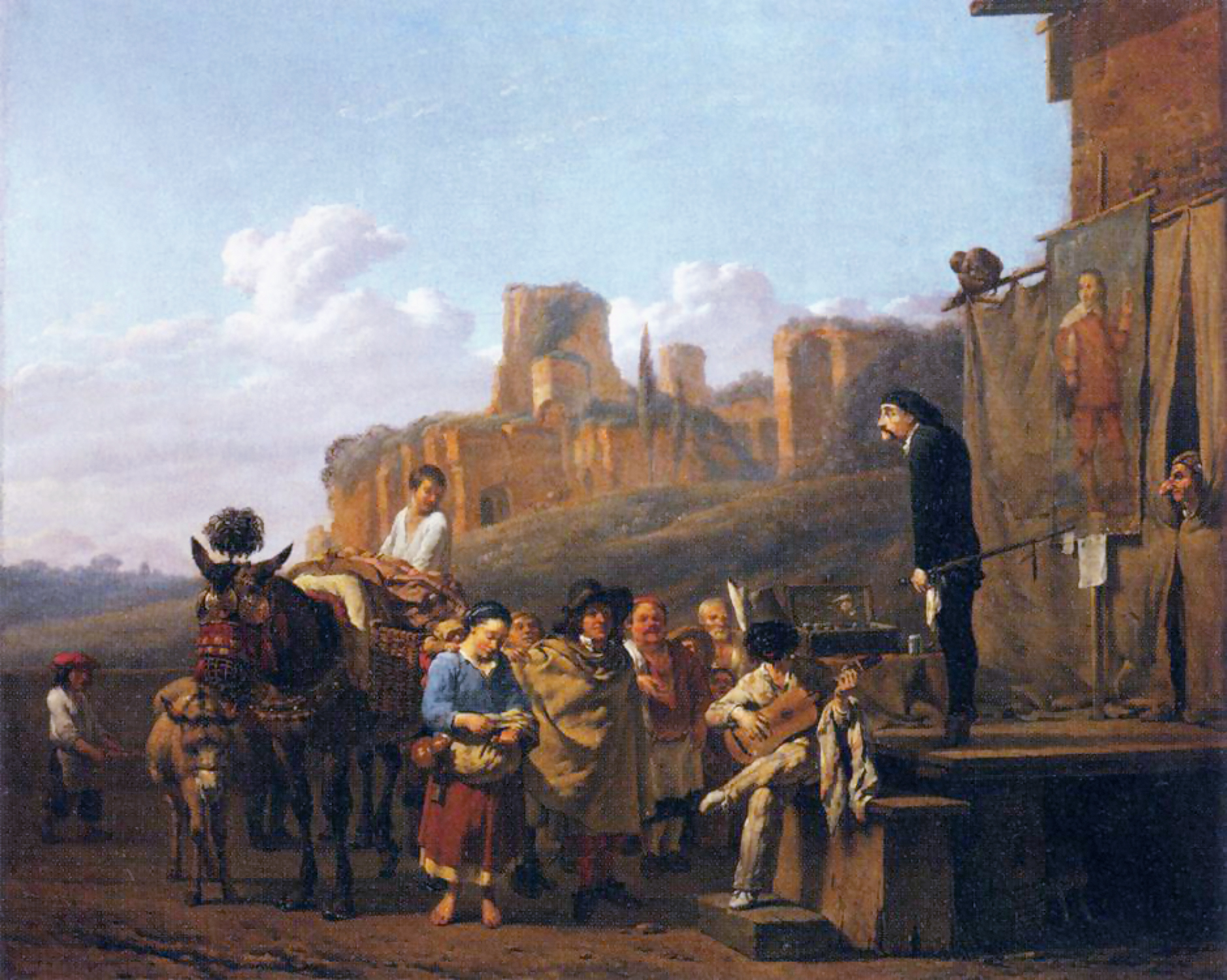
Función de la comedia del arte (Louvre de París).

Karel Dujardin o Du Jardin (Ámsterdam, h. 1622-Venecia, 1678) fue un pintor y grabador barroco holandés especializado en paisajes.
Fue uno de los mejores paisajistas holandeses de su generación. Se enmarca en la segunda generación de maestros italianizantes, posterior a maestros como Jan Both o Herman van Swanevelt.
Dujardin se formó en el taller de Claes Berchem, otro paisajista de estilo italianizante apenas dos años mayor. Pintó escenas religiosas, de animales y retratos como Los regentes de la prisión de mujeres de Ámsterdam (1669, Rijksmuseum), pero se especializó en el género del paisaje, dentro de un clasicismo de raíz italiana.

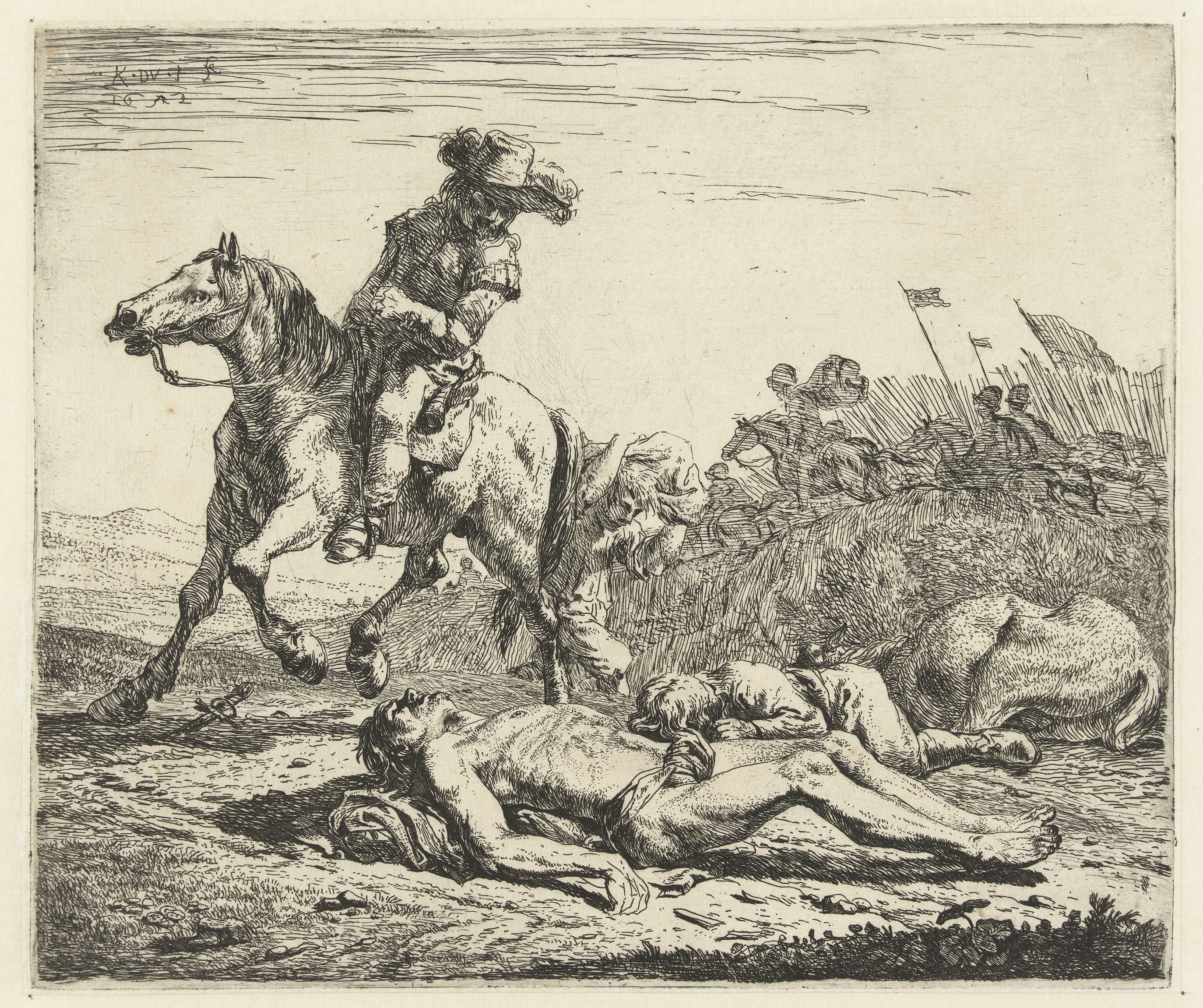
El campo de batalla, aguafuerte grabado por Dujardin.

Consta que viajó a París en 1650. Se cree que antes de volver a Ámsterdam, viajó a Italia. En 1653, publicó una serie de grabados, y siguió produciendo aguafuertes a lo largo de esa década, como Los dos muleros, firmado y fechado en 1656.
En la década de 1660, Dujardin abordó proyectos más ambiciosos, como escenas religiosas e históricas de gran formato. En 1675, viajó a Italia y se instaló en Roma. Falleció en Venecia en 1678.
Sus paisajes no reflejan la orografía llana de Holanda, sino que recuerdan más a Italia y a tierras más montañosas. Dujardin dispone los árboles y demás elementos a modo de bambalinas, superponiendo diversos planos a fin de sugerir la lejanía y la atmósfera. Vivifica los paisajes con personajes y animales, aunque no se preocupa por añadir contenido a sus obras, que son simples ejercicios de fantasía en pos de una belleza ideal.
Dujardin pintó la obra titulada Niños soplando pompas de jabón en 1663. Esta pintura está compuesta por colores claro-oscuros que, a través de lo natural de ella, transmite lo tierno y vivo de la vida de un niño sonriente sostenido con un pie sobre una perla transparente como una pompa de jabón en una concha de mar.